# Jardín Botánico Shambhala

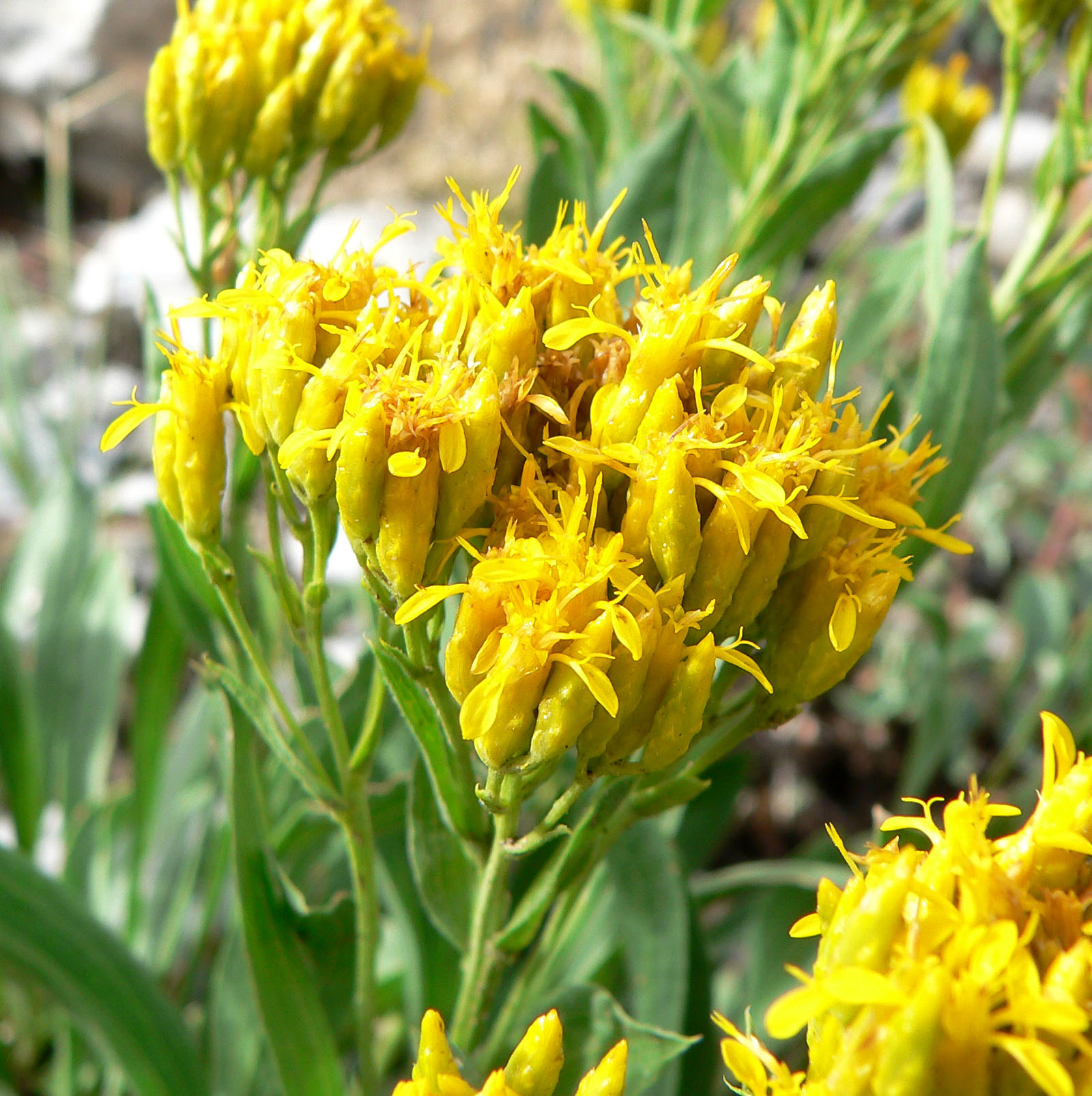
Petradoria pumila ssp. pumila planta de las zonas altas de las Montañas Rocosas.

El Jardín Botánico Shambhala (en inglés: Shambhala Botanic Gardens), es un jardín botánico ubicado dentro de los 600 acres (240 hectáreas) de extensión del campus de la "Shambhala Mountain Center", que se encuentra en Red Feather Lakes, Colorado, Estados Unidos. Es miembro del BGCI. 

## Localización
Shambhala Botanic Gardens, campus of the Shambhala Mountain Center, 4921 County Rd 68-C, Red Feather Lakes, Larimer  County, Colorado CO 80128-6900 United States of America-Estados Unidos de América.40°48′28″N 105°34′43″O / 40.80778, -105.57861
- Altitud: 8,000 pies (2.4384 m s. n. m.).

Se paga una tarifa de entrada.

## Historia
El Shambhala Botanic Gardens es un jardín botánico reciente, pues tuvo lugar su inauguración en el año 2003. 

## Colecciones
- Jardín Zen, con plantas que tienen conexiones con el  Budismo.
- Jardín de plantas nativas de las Montañas Rocosas, con más de  100 especies.
- Jardín del pasillo con plantas asiáticas sobre todo de China y de la meseta tibetana.
- Verduras y jardín de plantas ornamentales para ser cortadas.

El campus también contiene un santuario de aves. 